# Javier Mendoza
Javier Mendoza (* 5. März 1991 in Tijuana, Baja, Mexiko) ist ein mexikanischer Profiboxer und aktueller Weltmeister des Verbandes IBF im Halbfliegengewicht.

## Profikarriere
Mendoza gewann seine ersten beiden Profikämpfe, boxte in seinem dritten Kampf nur unentschieden und musste bereits in seinem sechsten Fight seine erste Pleite einstecken. Am 12. Mai 2010 konnte er mit einem technischen Knockout in Runde 4 über Osvaldo Ibarra  den vakanten WBC Continental Americas Title erringen, musste aber im Jahr darauf seine zweite Niederlage hinnehmen.
Im Februar 2012 schlug er seinen Landsmann Armando Vazquez in einem auf 12 Runden angesetztes Gefecht in der 7. Runde schwer k.o. und eroberte dadurch zum zweiten Mal den WBC Continental Americas Title. Zwei Jahre später traf er auf Ramón García Hirales. In dieser Auseinandersetzung ging es um den vakanten Weltmeistertitel der IBF. Mendoza konnte diesen Kampf durch einstimmigen Beschluss für sich entscheiden. 2015 konnte er diesen Gürtel gegen den Philippinen Milan Melindo (Bilanz 32-1-0-) verteidigen.